# Fernanda Rodrigues
Fernanda Erlanger Rodrigues (sinh ngày 21 tháng 10 năm 1979 tại Rio de Janeiro)  là một nữ diễn viên điện ảnh và truyền hình và người dẫn chương trình truyền hình  người Brazil.

## Nghề nghiệp
Fernanda Rodrigues bắt đầu sự nghiệp từ khi còn đang nhỏ, chỉ mới ba tuổi đã tham gia vào các video âm nhạc và quảng cáo. Năm 11 tuổi, ra mắt với tư cách là một nữ diễn viên trong vở opera Vamp xà phòng đóng vai Isa. Kể từ đó đã tham gia vào nhiều sản phẩm của Rede Globo, trong số đó: Deus nos Acuda, A Viagem, Malhação, Zazá, Corpo Dourado, Vila Madalena, Estrela-Guia, Sabor da Paixão, O Profeta, ngoài ra cô còn tham gia miniseries lịch sử Aquarela do Brasil.
Trong phim ảnh, Fernanda Rodrigues xuất hiện trong phim Simão, o Fantasma Trapalhão, A Partilha, De Morango và đóng vai chính trong bộ phim Noite de São João.
Fernanda Rodrigues diễn trong các vở kịch như  vở kịch lắp ráp Pollyana, Amigas và Beijo no Asfalto. Từ năm 2006, cùng với Bruno Mazzeo, nhân vật chính của Enfim Nós, một bộ phim hài lãng mạn. Gần đây đã chơi trên vở opera xà phòng của Negócio da China Stelinha the Gothic, nhân vật phản diện đầu tiên trong sự nghiệp của cô.
Năm 2011, Fernanda Rodrigues được khán giả và các nhà phê bình vỗ tay khen ngợi với nhân vật trong tiểu thuyết Jose O Astro, thể hiện mọi cảm xúc trên làn da của một người phụ nữ trẻ mang lại sự sống cho đứa trẻ. Sáu ngày vào tháng 10, ngày mất của Joseph trong tiểu thuyết, tên nhân vật của cô xuất hiện trên trang TT twitter Brazil, Brazil công nhận màn trình diễn xuất sắc của Fernanda Rodrigues.
Năm 2015 đánh dấu sự trở lại của Fernanda với tiểu thuyết trong Sete Vidas  và khởi động một thử thách mới cho nữ diễn viên: giới thiệu một chương trình trên kênh GNT, Fazendo a Festa, trong đó mỗi tập nghệ sĩ cùng với một nhóm các chuyên gia Làm cho bữa tiệc sinh nhật của trẻ em được lý tưởng hóa từ ý tưởng của cô gái sinh nhật.